# KC
KC is een historisch Duits merk van motorfietsen.
De bedrijfsnaam was: Kirchheim & Co., Magdeburg-Neustadt, later Magdeburg-Sudenburg.
Al in 1900 reed Fritz Kirchheim wedstrijden met driewielers. Zijn eigen hulpmotoren waren 105cc-tweetaktjes die op de bagagedrager van een fiets gemonteerd konden worden.
In 1922 kwam er ook een scooter met deze krachtbron uit, naast.een echte motorfiets met een 257cc-tweetakt-boxermotor die dwars was ingebouwd (met de cilinders achter elkaar). KC gebruikte ook de BMW M2B15 dwarsgeplaatste boxermotor, maar toen BMW vanaf 1923 zelf motorfietsen ging produceren werd deze motor niet of zeer beperkt aan derden geleverd. Mogelijk was dat de reden dat KC in 1924 haar productie beëindigde.